# Radiație X

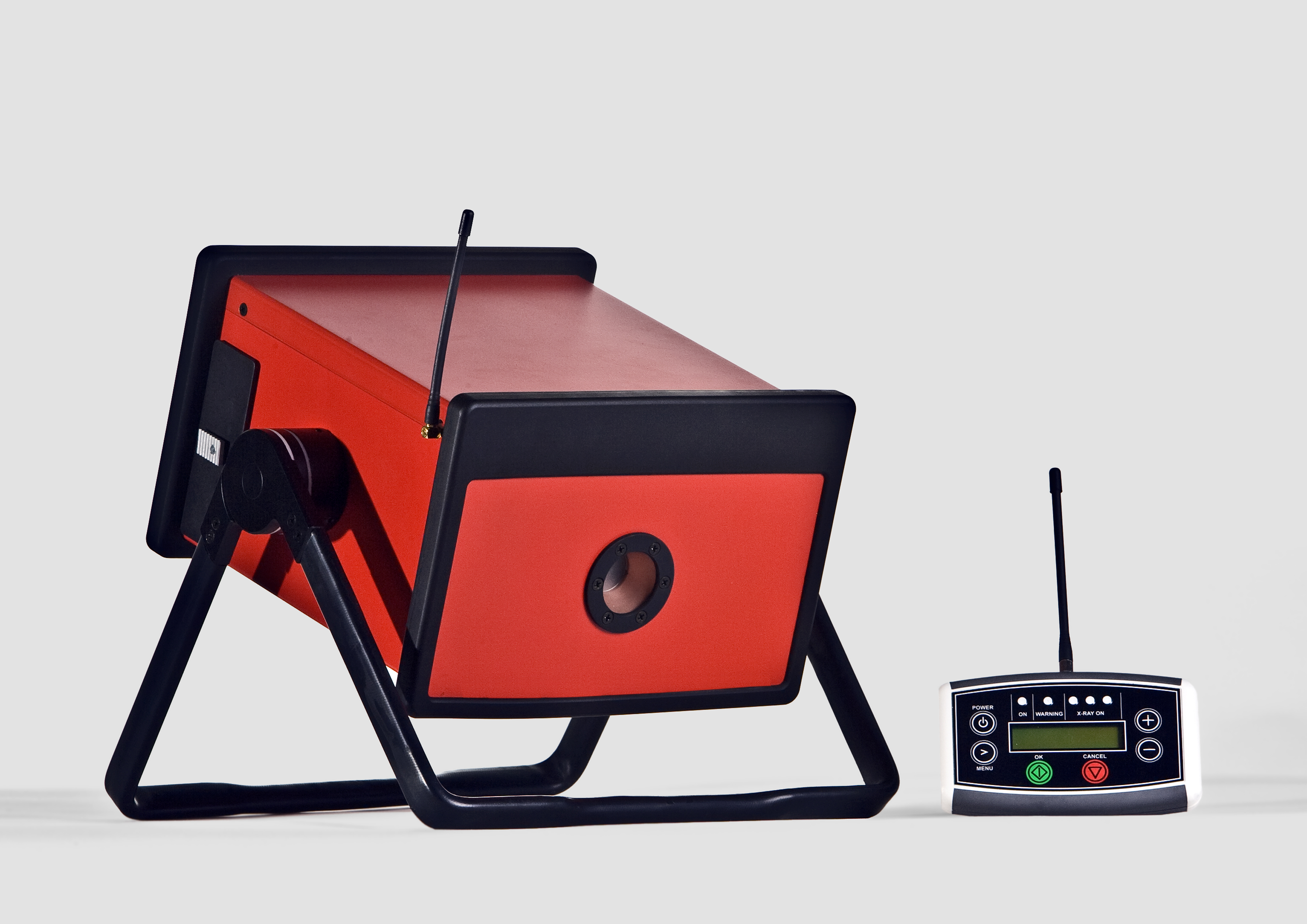
Aparat Röntgen

Radiația (razele) X sau radiația (razele) Röntgen sunt radiații electromagnetice ionizante, cu lungimi de undă mici, cuprinse între 0,01 și 100 Å (ångström). Razele X formează radiația X, o formă de radiație electromagnetică. Cele mai multe raze X au o lungime de undă cuprinsă între 0,01 și 10 nanometri, corespunzând frecvențelor cuprinse între 30 petahertz și 30 exahertz (3 × 1016 Hz până la 3 × 1019 Hz) și energii cuprinse între 100 și 110 keV. Lungimile de undă cu raze X sunt mai scurte decât cele ale razelor UV și de obicei sunt mai lungi decât cele ale radiațiilor gamma. În multe limbi, radiația X este menționată cu termeni care denotă radiația Röntgen, după ce omul de știință german Wilhelm Röntgen [1], care de obicei este creditat ca descoperitor, și care l-a numit radiația X pentru a indica un tip de radiație necunoscut [ 2].

## Istoric

### Descoperirea razelor X
În timpul unor experimente, fizicianul german Wilhelm Conrad Röntgen, bombardând un corp metalic cu electroni rapizi, a descoperit că acesta emite radiații foarte penetrante, radiații pe care le-a denumit raze X (descoperire realizată în anul 1895). Radiațiile X au fost numite mai târziu radiații Roentgen sau Röntgen.
Fizicianul german Wilhelm Röntgen este de obicei creditat ca descoperitor de raze X în 1895, deoarece el a fost primul care le studiază sistematic, deși nu este primul care a si observat efectele. El este și cel care le-a dat denumirea de "raze X" (care semnifică o cantitate necunoscută ), deși multe altele le-au denumit "raze Röntgen" (și radiografiile asociate cu raze X ca "Röntgenograme") pentru la câteva decenii după descoperirea lor și chiar și până în prezent în unele limbi, inclusiv în limba germană a lui Röntgen.
S-au găsit raze X provenind din tuburile Crookes, tuburi experimentale de descărcare inventate în jurul anului 1875, de către oamenii de știință care investigau razele catodice, adică radiațiile de energie înaltă, create mai întâi în tuburi. Tuburile Crookes au creat electroni liberi prin ionizarea aerului rezidual în tub printr-o tensiune DC ridicată de oriunde între câțiva kilovolți și 100 kV. Această tensiune a accelerat electronii proveniți de la catod la o viteză suficient de mare încât au creat raze X atunci când au lovit anodul sau peretele de sticlă al tubului. Multe dintre tuburile timpurii ale Crookes au radiat, fără îndoială, raze X, deoarece cercetătorii timpurii au observat efecte care le puteau fi atribuite, după cum este detaliat mai jos. Wilhelm Röntgen a fost primul care le studiază sistematic, în 1895. 
Descoperirea razelor X a stimulat o adevărată senzație. Biograful Röntgen, Otto Glasser, a estimat că numai în 1896 au fost publicate 49 de eseuri și 1044 articole despre noile raze.  Aceasta a fost probabil o estimare conservatoare, dacă se consideră că aproape fiecare lucrare din întreaga lume a raportat în mod extensiv despre noua descoperire, cu o revistă, cum ar fi Știința, dedicându-i numai 23 de articole în acel an. Reacțiile de senzație la noua descoperire includ publicații care leagă noul tip de raze de teoriile oculte și paranormale, cum ar fi telepatia.

### Cercetarea timpurie
Utilizarea razelor X în scopuri medicale (care a evoluat în domeniul radioterapiei) a fost pionieră de către maiorul John Hall-Edwards din Birmingham, Anglia. Apoi, în 1908, el a trebuit să aibă brațul stâng amputat din cauza răspândirii dermatitei cu raze X pe brațul lui [41].
În 1914, Marie Curie a dezvoltat aparate radiologice pentru a sprijini soldații răniți în Primul Război Mondial, mașini ce permiteau imagistica rapidă cu raze X pentru soldații răniți pe câmpul de luptă; astfel chirurgii puteau să opereze mai rapid și cu mai multă acuratețe. [42]
Din anii 1920 până în anii 1950, mașinile cu raze X au fost dezvoltate pentru a ajuta la montarea încălțămintei și au fost vândute la magazinele de încălțăminte comerciale [43] [44] [45] Preocupările privind impactul utilizării frecvente sau prost controlate au fost exprimate în anii 1950, [46] [47] care au dus la sfârșitul final al practicii în deceniul respectiv [48]. Microscopul cu raze X a fost dezvoltat în anii 1950.
Observatorul de raze X din Chandra, lansat pe 23 iulie 1999, a permis explorarea proceselor foarte violente din univers care produc raze X. Spre deosebire de lumina vizibilă, care oferă o imagine relativ stabilă asupra universului, universul cu raze X este instabil. Ea prezintă stele care sunt rupte de găuri negre, coliziuni galactice și novae și stele neutronice care creează straturi de plasmă care apoi explodează în spațiu.
Un dispozitiv cu laser cu raze X a fost propusă ca parte a Inițiativa de Apărare Strategică Administrației Reagan în 1980, dar singurul test al dispozitivului (un fel de laser „blaster“ sau rază a morții, alimentat de o explozie termonucleară) a dat rezultate neconcludente. Din motive tehnice și politice, la proiectul general (inclusiv cel cu laser cu raze X) a fost sistată finanțarea (deși a fost ulterior reînviat de către administrația Bush ca o apărare națională antirachetă folosind diferite tehnologii).
Imagistica cu raze X cu contrast de fază se referă la o varietate de tehnici care utilizează informația de fază a unui fascicul de raze X coerent pentru a imagina țesuturile moi. A devenit o metodă importantă pentru vizualizarea structurilor celulare și histologice într-o gamă largă de studii biologice și medicale. Există mai multe tehnologii utilizate pentru imagistica cu contrast de fază cu raze X, toate folosind principii diferite pentru a converti variațiile de fază în razele X care apar din obiect în variații de intensitate. [49] [50] Acestea includ contrast de fază bazat pe propagare, interferometrie cu talbot, imagistică îmbunătățită prin refracție, [52] și interferometrie cu raze X. [53] Aceste metode oferă un contrast mai mare comparativ cu imagistica cu raze X de absorbție normală, ceea ce face posibilă vizualizarea detaliilor mai mici. Un dezavantaj este că aceste metode necesită un echipament mai sofisticat, cum ar fi sursele de raze X de sincrotron sau microfoc, optica cu raze X și detectoarele cu raze X de înaltă rezoluție.

## Intervale de energie

### Razele X moi și dure
Razele X cu energii fotonice ridicate (mai mari de 5-10 keV, sub lungimea de undă de 0,2-0,1 nm) se numesc raze X dure, în timp ce cele cu energie mai mică se numesc raze X moi. Datorită capacității lor de penetrare, razele X sunt utilizate pe scară largă pentru a imagina interiorul obiectelor, de exemplu în radiografia medicală și securitatea aeroportului. Termenul de raze X este folosit metonimic pentru a se referi la o imagine radiografică produsă utilizând această metodă, în plus față de metoda în sine. Deoarece lungimile de undă ale razelor X sunt similare cu dimensiunile atomilor, ele sunt, de asemenea, utile pentru determinarea structurilor de cristal prin cristalografie cu raze X. Prin contrast, razele X moi sunt ușor absorbite în aer; lungimea atenuării a 600 de eV (~ 2 nm) raze X în apă este mai mică de 1 micrometru. [55]

### Razele Gamma
Nu există un consens pentru definirea unei distincții între razele X și razele gamma. O practică obișnuită constă în a face distincția între cele două tipuri de radiații bazate pe sursa lor: razele X sunt emise de electroni, în timp ce razele gamma sunt emise de nucleul atomic. [56] [57] [58] [59] Această definiție are mai multe probleme: alte procese pot, de asemenea, genera aceste fotoni de mare energie sau, uneori, metoda de generare nu este cunoscută. O alternativă comună este distingerea radiației X și gamma pe baza lungimii de undă (sau, echivalent, a frecvenței sau a energiei fotonice), cu radiații mai scurte decât unele lungimi de undă arbitrare, cum ar fi 10-11 m (0,1 Å), definite ca radiații gamma [60]. Acest criteriu atribuie un foton unei categorii neechivoce, dar este posibilă numai dacă este cunoscută lungimea de undă. (Unele tehnici de măsurare nu fac distincția între lungimile de undă detectate.) Cu toate acestea, aceste două definiții coincid deseori, deoarece radiațiile electromagnetice emise de tuburile cu raze X au în general o lungime de undă mai mare și o energie fotonică mai mică decât radiația emisă de nucleele radioactive. Ocazional, un termen sau altul este utilizat în contexte specifice datorită precedentului istoric, bazat pe tehnica de măsurare (de detecție) sau pe baza utilizării intenționate, mai degrabă decât a lungimii de undă sau a sursei. Astfel, razele gama generate pentru utilizări medicale și industriale, cum ar fi radioterapia, în intervalul de 6-20 MeV, pot fi, în acest context, menționate și ca raze X.

## Proprietăți
Fotonii cu raze X transporta suficientă energie pentru a ioniza atomii și pentru a întrerupe legăturile moleculare. Aceasta face ca acesta să fie un tip de radiație ionizantă și, prin urmare, dăunătoare țesutului viu. O doză foarte ridicată de radiații într-o perioadă scurtă de timp provoacă boală prin radiații, în timp ce dozele mai mici pot da un risc crescut de cancer indus de radiații. În imagistica medicală, acest risc crescut de cancer este, în general, mult mai mare decât beneficiile examinării. Capacitatea ionizantă a razelor X poate fi utilizată în tratamentul cancerului pentru a ucide celulele maligne folosind radioterapia. De asemenea, este utilizat pentru caracterizarea materialelor utilizând spectroscopia cu raze X.
Lungimea de atenuare a razelor X în apă arătând marginea de absorbție a oxigenului la 540 eV, dependența de energia 3 a fotoaborbției, precum și o nivelare la energii fotonice mai mari din cauza împrăștierii Compton. Lungimea atenuării este de aproximativ patru ordine de mărime mai mare pentru razele X (jumătatea dreaptă), comparativ cu razele X moi (jumătatea stângă).
Razele X pot traversa obiecte relativ groase fără a fi mult absorbite sau împrăștiate. Din acest motiv, razele X sunt utilizate pe scară largă pentru a imagina interiorul obiectelor opace vizuale. Cele mai des întâlnite aplicații sunt în radiografia medicală și în scanerele de securitate ale aeroportului, dar tehnicile similare sunt de asemenea importante în industrie (de exemplu, radiografia industrială și scanarea CT industrială) și cercetarea (de exemplu CT de animale mici). Adâncimea de penetrare variază cu câteva ordini de mărime pe spectrul de raze X. Aceasta permite ajustarea energiei fotonice pentru aplicație astfel încât să asigure o transmisie suficientă prin obiect și în același timp să asigure un contrast bun în imagine.
Razele X au lungimi de undă mult mai scurte decât lumina vizibilă, ceea ce face posibilă cercetarea structurilor mult mai mici decât se poate vedea utilizând un microscop normal. Această proprietate este folosită în microscopia cu raze X pentru a obține imagini de înaltă rezoluție și, de asemenea, în cristalografia cu raze X pentru a determina pozițiile atomilor în cristale.

## Interacțiunea cu materia
Razele X interacționează cu materia în trei moduri principale, prin fotoabsorbție, împrăștiere Compton și împrăștiere Rayleigh. Rezistența acestor interacțiuni depinde de energia razelor X și de compoziția elementară a materialului, dar nu și de proprietățile chimice, deoarece energia fotonilor cu raze X este mult mai mare decât energiile de legare chimice. Absorbția fotoabsorbției sau fotoelectrică este mecanismul de interacțiune dominant în regimul cu raze X moi și pentru energiile mai joase ale raze X. La energii mai mari, împrăștierea Compton domină.

### Absorbție fotoelectrică
Probabilitatea unei absorbții fotoelectrice pe unitatea de masă este aproximativ proporțională cu Z3 / E3, unde Z este numărul atomic și E este energia fotonului incident.[61] Această regulă nu este valabilă în apropierea energiilor de legare electronică ale straturilor electronice, unde există schimbări bruște în probabilitatea de interacțiune, așa numite margini de absorbție. Cu toate acestea, tendința generală a coeficienților de absorbție ridicat și, prin urmare, adâncimile de penetrare scurte pentru energiile fotonice scăzute și numerele atomice ridicate este foarte puternică. Pentru țesuturile moi, fotoabsorbția domină până la energia fotonică de aproximativ 26 keV în cazul în care împrăștierea Compton preia. Pentru substanțele cu numărul atomic mai mare, această limită este mai mare. Cantitatea mare de calciu (Z = 20) din oase, împreună cu densitatea lor ridicată, este ceea ce le face să apară atât de clar pe radiografiile medicale.
Un foton fotoabsorbit transferă toată energia către electronul cu care acesta interacționează, ionizând astfel atomul la care era legat electronul și producând un fotoelectron care este probabil să ionizeze mai mulți atomi pe calea sa. Un electron exterior va umple poziția de electron liber și va produce fie un foton caracteristic [clarificare necesară], fie un electron Auger. Aceste efecte pot fi utilizate pentru detectarea elementară prin spectroscopie cu raze X sau spectroscopie electronică Auger.

### Împrăștierea Compton
Împrăștierea Compton este interacțiunea predominantă între razele X și țesutul moale în imagistica medicală.[62] Împrăștierea Compton este o dispersie neelastică a fotonului cu raze X de către un electron de coajă exterior. O parte din energia fotonului este transferată la electronul de împrăștiere, ionizând astfel atomul și mărind lungimea de undă a razelor X. Fotonul împrăștiat poate merge în orice direcție, dar o direcție similară cu direcția originală este mai probabilă, mai ales pentru raze X de înaltă energie. Probabilitatea pentru diferite unghiuri de împrăștiere este descrisă de formula Klein-Nishina. Energia transferată poate fi obținută direct din unghiul de împrăștiere din conservarea energiei și a impulsului.

### Împrăștierea Rayleigh
Împrăștierea Rayleigh este mecanismul dominant de împrăștiere elastică în regimul cu raze X. [63] Dimpotrivă, împrăștierea spre înainte inegală dă naștere la indicele de refracție, care pentru raze X este doar puțin sub 1. [64]

## Obținerea razelor X

### În laborator
Razele X se pot obține în tuburi electronice vidate, în care electronii emiși de un catod incandescent sunt accelerați de câmpul electric dintre catod si anod (anticatod). Electronii cu viteză mare ciocnesc anticatodul care emite radiații X. Electronii rapizi care ciocnesc anticatodul interacționează cu atomii acestuia în două moduri:
- Electronii, având viteză mare, trec prin învelișul de electroni al atomilor anticatodului și se apropie de nucleu. Nucleul, fiind pozitiv, îi deviază de la direcția lor inițială. Când electronii se îndepărtează de nucleu, ei sunt frânați de câmpul electric al nucleului; în acest proces se emit radiații X.
- La trecerea prin învelișul de electroni al atomilor anticatodului, electronii rapizi pot ciocni electronii atomilor acestuia. În urma ciocnirii, un electron de pe un strat interior (de exemplu de pe stratul K) poate fi dislocat. Locul rămas vacant este ocupat de un electron aflat pe straturile următoare (de exemplu de pe straturile L, M sau N). Rearanjarea electronilor atomilor anticatodului este însoțită de emisia radiațiilor X.

### La unsincrotron
Electroni cu o energie de ordinul GeV sunt constrânși la o orbita aproximativ circulară într-un inel de acumulare, emițând raze X cu un flux deosebit de ridicat.

### Producerea de către electroni
Razele X pot fi generate de un tub de raze X, un tub de vid care utilizează o tensiune ridicată pentru a accelera electronii eliberați de un catod fierbinte la o viteză mare. Electronii cu viteză mare se ciocnesc cu o țintă metalică, anodul, creând raze X. [67] În tuburile medicale cu raze X, țintă este, de obicei, wolfram sau un aliaj mai rezistent la fisuri format din reniu (5%) și wolfram (95%), iar uneori molibden pentru aplicații mai specializate, cum ar fi atunci când sunt necesare raze X mai moi mamografie. În cristalografie, o țintă de cupru este cea mai obișnuită, iar cobaltul este adesea utilizat atunci când fluorescența din conținutul de fier din eșantion ar putea altfel să prezinte o problemă.
| Materialul anodului | Număr atomic | Energia fotonului [keV] | Energia fotonului [keV] | Lungimea de undă [nm] | Lungimea de undă [nm] |
| Materialul anodului | Număr atomic | Kα1                     | Kβ1                     | Kα1                   | Kβ1                   |
| ------------------- | ------------ | ----------------------- | ----------------------- | --------------------- | --------------------- |
| W                   | 74           | 59.3                    | 67.2                    | 0.0209                | 0.0184                |
| Mo                  | 42           | 17.5                    | 19.6                    | 0.0709                | 0.0632                |
| Cu                  | 29           | 8.05                    | 8.91                    | 0.154                 | 0.139                 |
| Ag                  | 47           | 22.2                    | 24.9                    | 0.0559                | 0.0497                |
| Ga                  | 31           | 9.25                    | 10.26                   | 0.134                 | 0.121                 |
| In                  | 49           | 24.2                    | 27.3                    | 0.0512                | 0.455                 |

Energia maximă a fotonului cu raze X produse este limitată de energia electronului incident, care este egală cu tensiunea pe tubul de timp a încărcăturii electronice, astfel încât un tub de 80 kV nu poate crea raze X cu o energie mai mare de 80 keV. Când electronii ating ținta, razele X sunt create de două procese atomice diferite:
1. Caracteristică emisie de raze X (fluorescență cu raze X): Dacă electronul are suficientă energie, el poate doborî un electron orbital din carcasa electronică interioară a unui atom de metal și, în consecință, electronii de la niveluri mai mari de energie vor umple postul vacant și Fotonii cu raze X sunt emise. Acest proces produce un spectru de emisii de raze X la câteva frecvențe discrete, uneori denumite linii spectrale. Liniile spectrale generate depind de elementul țintă (anod) folosit și astfel se numesc linii caracteristice. De obicei, acestea sunt tranziții de la cochiliile superioare în cochilia K (numite linii K), în cochilie L (numite linii L) și așa mai departe.
2. Bremsstrahlung: Aceasta este radiația emisă de electroni, deoarece este împrăștiată de câmpul electric puternic, în apropierea nucleelor cu număr mare de protoni. Aceste raze X au un spectru continuu. Intensitatea razelor X crește liniar cu o frecvență descrescătoare, de la zero la energia electronilor incidente, tensiunea pe tubul cu raze X.

Deci rezultatul rezultat dintr-un tub constă dintr-un spectru continuu de bremsstrahlung care scade la zero la tensiunea tubului, plus mai multe vârfuri la liniile caracteristice. Tensiunile utilizate în tuburile de diagnosticare cu raze X variază de la aproximativ 20 kV la 150 kV și astfel energiile cele mai ridicate ale fotonilor cu raze X variază de la aproximativ 20 keV la 150 keV.
Ambele procese de producere a raze X sunt ineficiente, cu o eficiență de producție de numai aproximativ un procent și astfel cea mai mare parte a energiei electrice consumate de tub este eliberată sub formă de căldură reziduală. Atunci când se produce un flux de raze X utilizabile, tubul cu raze X trebuie proiectat pentru a disipa căldura în exces.
Distrugeri scurte de nanosecunde de raze X care ating maximul de 15 keV în energie pot fi obținute în mod fiabil prin îndepărtarea benzii adezive sensibile la presiune din suportul ei într-un vid moderat. Acest lucru este probabil să fie rezultatul recombinării încărcărilor electrice produse de încărcarea triboelectrică. Intensitatea triboluminiscenței cu raze X este suficientă pentru a fi utilizată ca sursă pentru imagistica cu raze X. [69]
O sursă specializată de raze X care devine larg utilizată în cercetare este radiația sincrotronă, care este generată de acceleratoarele de particule. Caracteristicile sale unice sunt ieșirile cu raze X de mai multe ordine de mărime mai mari decât cele ale tuburilor cu raze X, spectrele de raze X largi, colimația excelentă și polarizarea liniară. [70]

### Producerea de către ioni pozitivi rapizi
Razele X pot fi de asemenea produse prin protoni rapizi sau prin alți ioni pozitivi. Emisia de raze X induse de protoni sau emisia de raze X induse de particule este larg utilizată ca procedură analitică.

### Producerea în fulger prin descărcări în laborator
Radiografiile sunt, de asemenea, produse în fulgere însoțitoare de fulgere terestre gamma. Mecanismul de bază este accelerarea electronilor în câmpurile electrice legate de fulgere și producerea ulterioară a fotonilor prin Bremsstrahlung [72]. Aceasta produce fotoni cu energii de câteva KeV și câteva zeci de MeV. [73] În descărcările de laborator cu o dimensiune a distanței de aproximativ 1 metru lungime și o tensiune de vârf de 1 MV, se observă raze X cu o energie caracteristică de 160 keV. [74] O posibilă explicație este întâlnirea a două fluxuri și producerea de electroni de rulare cu energie înaltă; 75 simulările microscopice au arătat însă că durata intensificării câmpului electric între două fluxuri este prea scurtă pentru a produce un număr semnificativ de ciclu -e electroni. [76]

## Proprietățile radiațiilor X
Ele prezintă următoarele proprietăți:
- în vid ele se propagă cu viteza luminii;
- impresionează plăcile fotografice;
- nu sunt deviate de câmpuri electrice și magnetice;
- produc fluorescența unor substanțe (emisie de lumină); Exemple de substanțe fluorescente: silicat de zinc, sulfură de cadmiu, sulfură de zinc, care emit lumina galben-verzuie.
- sunt invizibile, adică spre deosebire de lumină, nu impresionează ochiul omului;
- pătrund cu ușurință prin unele substanțe opace pentru lumină, de exemplu prin corpul omenesc, lamele metalice cu densitate mică, hârtie, lemn, sticlă ș.a., dar sunt absorbite de metale cu densitatea mare (de exemplu: plumb). Puterea lor de pătrundere depinde de masa atomică și grosimea substanței prin care trec.
- ionizează gazele prin care trec. Numărul de ioni produși indica intensitatea radiațiilor. Pe această proprietate se bazează funcționarea detectoarelor de radiații.
- au acțiune fiziologică, distrugând celulele organice, fiind, în general, nocive pentru om. Pe această proprietate se bazează folosirea lor în tratamentul tumorilor canceroase, pentru distrugerea țesuturilor bolnave.

## Detectori
Detectoarele cu raze X variază în funcție de formă și de funcție, în funcție de scopul lor. Detectoarele imagistice, cum ar fi cele utilizate pentru radiografie, au fost inițial bazate pe plăci fotografice și film fotografic ulterior, dar acum sunt în mare parte înlocuite cu diferite tipuri de detectori digitali, cum ar fi plăcile de imagine și detectoarele cu ecran plat. Pentru protecția împotriva radiațiilor, riscul expunerii directe este adesea evaluat utilizând camere de ionizare, în timp ce dozimetrele sunt folosite pentru a măsura doza de radiație la care a fost expusă o persoană. Spectrele de raze X pot fi măsurate fie prin dispersoare de energie, fie prin spectrometre de dispersie a lungimii de undă.

## Utilizări medicale
Deoarece descoperirea lui Röntgen ca razele X pot identifica structurile osoase, radiografiile au fost folosite pentru imagistica medicala. Prima utilizare medicală a fost mai mică de o lună după ce a fost publicată această lucrare. [29] Până în 2010, au fost efectuate 5 miliarde de examinări medicale la nivel mondial. [77] Expunerea la radiații din imagistica medicală în 2006 a reprezentat aproximativ 50% din expunerea totală la radiațiile ionizante din Statele Unite [78].

### Radiografia proiecțională
Radiografia proiecțională este practica de a produce imagini bidimensionale utilizând radiația cu raze X. Oasele conțin mult calciu, care datorită numărului său atomic relativ ridicat absoarbe razele x eficient. Aceasta reduce cantitatea de raze X care ajung la detector în umbra oaselor, făcându-le să fie vizibile clar pe radiograf. Plămânii și gazul prins, de asemenea, apar în mod clar din cauza absorbției mai scăzute în comparație cu țesutul, în timp ce diferențele dintre tipurile de țesut sunt mai greu de văzut.
Radiografiile proiecționale sunt utile în detectarea patologiei sistemului schelet, precum și în detectarea unor procese de boală în țesutul moale. Unele exemple notabile sunt radiografia toracică foarte comună, care poate fi utilizată pentru a identifica bolile pulmonare cum ar fi pneumonia, cancerul pulmonar sau edemul pulmonar și radiografia abdominală, care poate detecta obstrucția intestinului (sau intestinului), aerul liber (din perforațiile viscerale) și fluidul liber (în ascite). Radiografiile pot fi, de asemenea, utilizate pentru a detecta patologia, cum ar fi pietrele de biliară (rareori radiopatice) sau pietrele la rinichi care sunt deseori (dar nu întotdeauna) vizibile. Radiografiile simple cu raze X sunt mai puțin utile în imagistica țesuturilor moi, cum ar fi creierul sau mușchiul. O zonă în care radiografiile proiecționale sunt utilizate pe scară largă este evaluarea modului în care un implant ortopedic, cum ar fi un genunchi, șold sau înlocuitor de umăr, este situat în corp în raport cu osul din jur. Acest lucru poate fi evaluat în două dimensiuni de la radiografii simple sau poate fi evaluat în trei dimensiuni dacă se folosește o tehnică numită "înregistrare 2D la 3D". Această tehnică presupune negarea erorilor de proiecție asociate cu evaluarea poziției implantului de la radiografiile simple [79] [80]
Radiografia dentară este frecvent utilizată în diagnosticarea problemelor orale comune, cum ar fi cariile.
În aplicațiile de diagnosticare medicală, razele X de energie scăzută (moale) sunt nedorite, deoarece sunt complet absorbite de organism, crescând doza de radiație fără a contribui la imagine. Prin urmare, o foaie subțire de metal, adesea din aluminiu, numită filtru cu raze X, este plasată, de obicei, pe fereastra tubului cu raze X, absorbind partea energetică redusă din spectru. Aceasta se numește întărirea fasciculului, deoarece deplasează centrul spectrului spre raze X de energie mai mare (sau mai greu).
Pentru a genera o imagine a sistemului cardiovascular, inclusiv a arterelor și a venelor (angiografie), se ia o imagine inițială a regiunii anatomice de interes. O a doua imagine este apoi luată din aceeași regiune după ce un agent de contrast iodat a fost injectat în vasele de sânge din această zonă. Aceste două imagini sunt apoi scăzute digital, lăsând o imagine cu doar contrastul iodat ce conturează vasele de sânge. Radiologul sau chirurgul compară apoi imaginea obținută cu imaginile anatomice normale pentru a determina dacă există vreun defect sau blocaje ale vasului.

### Tomografia computerizata
Tomografia computerizată este o modalitate imagistică medicală în care imaginile tomografice sau felii de zone specifice ale corpului sunt obținute dintr-o serie mare de imagini cu raze X bidimensionale luate în diferite direcții. [81] Aceste imagini transversale pot fi combinate într-o imagine tridimensională a interiorului corpului și utilizate în scopuri diagnostice și terapeutice în diverse discipline medicale.

### Fluoroscopia
Fluoroscopia este o tehnică de imagistică utilizată în mod obișnuit de medici sau terapeuți radiologi pentru a obține imagini în mișcare în timp real ale structurilor interne ale unui pacient prin utilizarea unui fluoroscop. În forma sa cea mai simplă, un fluoroscop constă dintr-o sursă de raze X și un ecran fluorescent, între care este plasat un pacient. Cu toate acestea, fluoroscopii moderne cuplează ecranul la un intensificator de imagine cu raze X și o cameră video CCD care permite înregistrarea și redarea imaginilor pe un monitor. Această metodă poate utiliza un material de contrast. Exemplele includ cateterismul cardiac (pentru examinarea blocajelor arterei coronare) și înghițirile de bariu (pentru a examina tulburările esofagiene și tulburările de înghițire).

### Radioterapia
Utilizarea razelor X ca tratament este cunoscută sub denumirea de radioterapie și este folosită în mare măsură pentru managementul (inclusiv paliație) a cancerului; necesită doze mai mari de radiații decât cele primite doar pentru imagistică. Radiografiile cu raze X sunt utilizate pentru tratarea cancerelor de piele utilizând raze X de raze reduse, în timp ce grinzile energetice mai mari sunt utilizate pentru tratarea cancerului în organism, cum ar fi creierul, plămânul, prostata și sânul [82].

## Efecte adverse
Radiografie abdominală pentru a determina poziția capului unui făt.
Diagnosticarea raze X (în principal din scanările CT datorită dozei mari utilizate) crește riscul de apariție a problemelor de dezvoltare și a cancerului la cei expuși [84] [85] [86] Radiografiile sunt clasificate ca fiind cancerigene de către Agenția Internațională pentru Cercetare a Cancerului din cadrul Organizației Mondiale a Sănătății și guvernul S.U.A. [77] [87] Se estimează că 0,4% din cancerele actuale din Statele Unite se datorează tomografiei computerizate (scanări CT) efectuate în trecut și că acest lucru poate crește până la 1,5-2% în comparație cu ratele de utilizare a CT în 2007 [88].
Datele experimentale și epidemiologice nu susțin în prezent propunerea că există o doză de radiație inferioară sub care nu există un risc crescut de cancer [89]. Cu toate acestea, aceasta se află sub o îndoială în creștere [90] Se estimează că radiația suplimentară va crește riscul cumulativ al unei persoane de a obține cancer la vârsta de 75 ani cu 0,6-1,8%. [91] Cantitatea de radiație absorbită depinde de tipul de test cu raze X și de partea corpului implicată. [92] CT și fluoroscopia implică doze mai mari de radiații decât razele X simple.
Scanarea CT a capului. Această felie arată cerebelul, o mică parte a fiecărui lob timpal, orbitele și sinusurile.
Pentru a plasa riscul crescut în perspectivă, o radiografie în piept obișnuită va expune o persoană la aceeași cantitate din radiațiile de fond pe care oamenii sunt expuse (în funcție de locație) în fiecare zi timp de 10 zile, în timp ce expunerea la o radiografie dentară este aproximativ echivalent cu o zi de radiații de fond de mediu. [93] Fiecare astfel de raze X ar adăuga mai puțin de 1 la 1.000.000 la riscul de cancer de-a lungul vieții. Un CT abdominal sau toracic ar reprezenta echivalentul a 2-3 ani de radiații de fond la nivelul întregului corp, sau 4-5 ani până la abdomen sau piept, crescând riscul de cancer pe parcursul vieții între 1 la 1000 și 1 la 10000. [93] Acest lucru este comparat cu șansa de aproximativ 40% a unui cetățean american de a dezvolta cancer în timpul vieții sale [94]. De exemplu, doza efectivă la torsul de la scanarea CT a pieptului este de aproximativ 5 mSv, iar doza absorbită este de aproximativ 14 mGy. [95] O scanare CT a capului (1,5mSv, 64mGy) [96] care se efectuează odată cu o singură dată fără agent de contrast, ar echivala cu 40 de ani de radiații de fond ale capului. Estimarea exactă a dozelor eficiente datorate CT este dificilă cu intervalul de incertitudine estimat de aproximativ ± 19% până la ± 32% pentru scanarea capului adulților, în funcție de metoda utilizată. [97]
Riscul de radiații este mai mare pentru un făt, astfel încât la pacientele gravide, beneficiile investigației (radiografia) ar trebui să fie echilibrate cu potențialele riscuri pentru făt. [98] [99] În SUA, există aproximativ 62 de milioane de scanări CT efectuate anual, incluzând peste 4 milioane de copii. [92] Evitarea unor raze X inutile (în special scanările CT) reduce doza de radiații și orice risc asociat cancerului. [100]
Mâna unei femei care prezintă deformări datorate arsurilor cu raze X. Inflamația degetelor se datorează radiațiilor excesive, care apar atunci când aparatele cu raze X sunt neecranate.
Utilizarea razelor X pentru autentificare și controlul calității în industria electronică
Radiografiile medicale reprezintă o sursă importantă de expunere la radiații omenești. În 1987, acestea reprezentau 58% din expunerea la surse antropice în Statele Unite. Deoarece sursele antropice reprezentau doar 18% din expunerea totală la radiații, majoritatea provenind din surse naturale (82%), raze medicale medicale reprezentau doar 10% din expunerea totală a radiațiilor americane; procedurile medicale ca întreg (inclusiv medicina nucleară) au reprezentat 14% din expunerea totală la radiații. Cu toate acestea, până în 2006, procedurile medicale din Statele Unite au contribuit cu mult mai multă radiație ionizantă decât a fost cazul la începutul anilor 1980. În 2006, expunerea medicală a reprezentat aproape jumătate din expunerea totală la radiații a populației din SUA din toate sursele. Creșterea este urmărită decreșterea utilizării procedeelor de imagistică medicală, în special tomografia computerizată (CT) și de creșterea utilizării medicamentelor nucleare [78]. [101]
Dozajul datorat razelor X dentare variază în mod semnificativ în funcție de procedură și tehnologie (film sau digital). În funcție de procedură și de tehnologie, un singur raze X dentare ale unui om are o expunere de 0,5-4 mrem. O serie completă de raze X poate duce la o expunere de până la 6 (digital) până la 18 (film) mrem, pentru o medie anuală de până la 40 mrem. [102] [103] [104] [105] [ 106] [107] [108]
S-a demonstrat că stimulentele financiare au un impact semnificativ asupra utilizării raze X cu medicii cărora li se plătește o taxă separată pentru fiecare radiografie care oferă mai multe raze X. [109]

## Alte utilizări
Alte utilizări notabile ale razelor X includ:
- Cristalografia cu raze X în care se înregistrează modelul obținut prin difracția razelor X prin rețeaua de atomi într-un cristal, distanțat îndeaproape, și apoi analizat pentru a descoperi natura acestei laturi. La începutul anilor 1990, s-au efectuat experimente în care straturile cu câteva atomi groase de două materiale diferite au fost depuse într-o secvență Thue-Morse. Obiectivul rezultat a fost găsit a produce modele de difracție cu raze X. [110] O tehnică înrudită, difracția fibrelor, a fost folosită de Rosalind Franklin pentru a descoperi structura dublu elicoidală a ADN-ului. [111]
- Astronomia cu raze X, care este o ramură observațională a astronomiei, care se ocupă de studiul emisiei de raze X din obiecte celeste. În acest domeniu, care este foarte vast, România a realizat o carte foarte competenta în anul 1987, care reprezintă de fapt o trecere în revistă foarte completa a manifestărilor radiațiilor X în astronomie: de la modalitățile de detectare a radiației X, radiația X solară, Supernove, Stele relativiste: neutronice și gauri negre, surse compacte galactice de radiație X ( pulsari, sisteme stelare duble, cu un obiect colapsat, acreție în sisteme ce conțin stele neutronice, gauri negre și pitice albe, stele  binare), surse extragalactice de radiație X ( galaxii active: radio și Seyfert, obiecte BL Lacertae, Quasari, roiuri de galaxii, inclusiv roiurile din Perseus și Virgo , emisie  X cosmică de fond[1]
- Analiza microscopică cu raze X, care utilizează radiații electromagnetice în banda de raze moi pentru a produce imagini cu obiecte foarte mici.
- Fluorescența cu raze X, o tehnică în care sunt generate raze X în interiorul unui eșantion și sunt detectate. Energia de ieșire a razelor X poate fi utilizată pentru a identifica compoziția eșantionului.
- Radiografia industrială utilizează raze X pentru inspecția părților industriale, în special a sudurilor.
- Autentificarea și controlul calității, radiografia este utilizată pentru autentificarea și controlul calității produselor ambalate.
- Industrial CT (tomografia computerizată) este un proces care utilizează echipamentele cu raze X pentru a produce reprezentări tridimensionale ale componentelor atât pe plan extern, cât și pe plan intern. Aceasta se realizează prin procesarea pe calculator a imaginilor de proiecție ale obiectului scanat în multe direcții.
- Picturile sunt adesea examinate cu raze X pentru a descoperi substraturi, modificări în cursul pictării sau a restaurărilor ulterioare. Mulți pigmenți, cum ar fi plumbul alb, se văd bine în radiografii.
- Spectromicroscopia cu raze X a fost utilizată pentru a analiza reacțiile pigmenților în picturi. De exemplu, în analiza degradării culorii în picturile lui van Gogh [113] Arta fotografica cu ajutorul razelor X.
- Dispozitivele de scanare pentru bagajele de securitate din aeroport folosesc raze X pentru inspectarea interiorului bagajelor pentru amenințări de securitate înainte de încărcarea pe aeronave.
- Controalele pentru camionul de control al conturului utilizează raze X pentru inspectarea interiorului camioanelor.
- Arta fotografică și arta fotografică, utilizarea artistică a raze X, de exemplu lucrările lui Stane Jagodič
- Îndepărtarea părului cu raze X, o metodă populară în anii 1920, dar acum interzisă de FDA. [114]
- Fluoroscoapele de încălțăminte au fost popularizate în anii 1920, interzise în SUA în anii 1960, interzise în Marea Britanie în anii 1970 și chiar mai târziu în Europa continentală.
- Stereofotogrammetria Roentgen este folosită pentru a urmări mișcarea oaselor pe baza implantării markerilor
- Spectroscopia fotoelectronică cu raze X este o tehnică de analiză chimică bazată pe efectul fotoelectric, de obicei utilizat în știința suprafeței.

Explozia radiațiilor este utilizarea de raze X de înaltă energie generate de o explozie de fisiune (o bombă A) pentru a comprima combustibilul nuclear până la punctul de aprindere prin fuziune (o bombă H).

## Vizibilitate
In general, considerată invizibilă pentru ochiul uman, în cazuri speciale pot fi vizibile raze X. Brandes, într-un experiment la scurt timp după hârtia de referință din 1895 a lui Röntgen, a raportat după adaptarea întunecată și plasându-și ochiul în apropierea unui tub de raze X, văzând o strălucire slabă "albastru-cenușie", care părea să aibă originea în ochiul însuși. ] După ce a auzit acest lucru, Röntgen și-a revizuit cărțile și a găsit că și el văzuse efectul. Când plasa un tub cu raze X pe partea opusă a unei uși de lemn, Röntgen observase aceeași strălucire albastră, care părea că emana din ochiul însuși, dar credea că observațiile sale sunt falsificate pentru că a văzut efectul numai când a folosit un singur tip de tub. Mai târziu, el și-a dat seama că tubul care a creat efectul a fost singurul suficient de puternic pentru a face ca strălucirea să fie vizibilă, iar experimentul a fost ulterior repetabil. Cunoașterea faptului că razele X sunt de fapt vizibile puțin pentru ochiul liber adaptat la întuneric au fost în mare parte uitate astăzi; acest lucru se datorează, probabil, dorinței de a nu se repeta ceea ce ar putea fi văzut acum ca un experiment periculos și potențial dăunător cu radiații ionizante. Nu se știe ce mecanism exact în ochi produce vizibilitatea: ar putea fi datorată detectării convenționale (excitarea moleculelor de rodopsină din retină), excitației directe a celulelor nervoase retiniene sau detectării secundare prin intermediul, de exemplu, a inducției cu raze X de fosforescență în globul ocular cu detectarea retiniană convențională a luminii vizibile produse secundar.
Deși razele X sunt altfel invizibile, este posibil să se vadă ionizarea moleculelor de aer dacă intensitatea fasciculului de raze X este suficient de mare.

## Unități de măsură și expunere
Măsura capacității de ionizare a razelor X se numește expunere:
- Coulombul pe kilogram (C / kg) este unitatea SI a expunerii la radiațiile ionizante și este cantitatea de radiație necesară pentru a crea un coulomb de încărcare a fiecărei polarități într-un kilogram de materie.
- Röentgen (R) este o unitate tradițională de expunere învechită, care reprezintă cantitatea de radiație necesară pentru a crea o unitate electrostatică de încărcare a fiecărei polarități într-un centimetru cub de aer uscat. 1 roentgen = 2,58 x 10-4 C / kg.

Cu toate acestea, efectul radiației ionizante asupra materiei (în special a țesutului viu) este mai strâns legat de cantitatea de energie depusă în ele, în loc de încărcarea generată. Această măsură a absorbției de energie se numește doza absorbită:
- Gray (Gy), care are unități de (jouli / kilogram), este unitatea SI a dozei absorbite și este cantitatea de radiații necesară depunerii unui joulu de energie într-un kilogram de orice fel de materie.
- Rad este unitatea tradițională corespunzătoare (învechită), egală cu 10 millijouli de energie depusă pe kilogram. 100 rad = 1 gray

Doza echivalentă este măsura efectului biologic al radiației asupra țesutului uman. Pentru raze X este egal cu doza absorbită.
- Omul echivalent Roentgen (rem) este unitatea tradițională de doză echivalentă. Pentru raze X este egal cu rad, sau, cu alte cuvinte, 10 milijouli de energie depus pe kilogram. 100 rem = 1 Sv.

- Sievert (Sv) este unitatea SI a dozei echivalente și, de asemenea, de doză eficientă. Pentru raze X, "doza echivalentă" este egală numeric cu un Gray (Gy). 1 Sv = 1 Gy. Pentru "doza efectivă" de raze X, de obicei nu este egală cu un gray (Gy).

| Cantitate            | Unitate                 | Simbol | Derivație               | An   | Echivalentul SI  |
| -------------------- | ----------------------- | ------ | ----------------------- | ---- | ---------------- |
| Doză absorbită (D)   | erg                     |        | erg⋅g−1                 | 1950 | 1.0 × 10−4 Gy    |
| Doză absorbită (D)   | rad                     | rad    | 100 erg⋅g−1             | 1953 | 0.010 Gy         |
| Doză absorbită (D)   | gray                    | Gy     | J⋅kg−1                  | 1974 | SI               |
| Activitate (A)       | curie                   | Ci     | 3.7 × 1010 s−1          | 1953 | 3.7×1010 Bq      |
| Activitate (A)       | becquerel               | Bq     | s−1                     | 1974 | SI               |
| Activitate (A)       | rutherford              | Rd     | 106 s−1                 | 1946 | 1 000 000 Bq     |
| Doză echivalentă (H) | röentgen equivalent man | rem    | 100 erg⋅g−1             | 1971 | 0.010 Sv         |
| Doză echivalentă (H) | sievert                 | Sv     | J⋅kg−1 × WR             | 1977 | SI               |
| Expunere (X)         | röentgen                | R      | esu / 0.001293 g of air | 1928 | 2.58 × 10−4 C/kg |
| Flux (Φ)             | (inversa suprafeței)    |        | m−2                     | 1962 | SI               |